# Angelica Tintori
Angelica Tintori (Milano, 1967) è una fumettista e saggista italiana.
Si occupa anche di televisione e di cinema.
Nel 2000 ha pubblicato il saggio Michael Crichton. Medici, dinosauri & Co. (PuntoZero) dedicato all'opera dell'autore americano Michael Crichton.
Nel 2004 ha pubblicato il saggio Star Trek: uno specchio dell'America (Delos Books), in cui traccia un'analisi di Star Trek e in particolare delle serie Deep Space Nine e Voyager (con un'appendice su Enterprise) in un confronto diretto con la storia degli Stati Uniti degli ultimi anni.
Nel 2005, insieme a Elisabetta Vernier, ha pubblicato il saggio Stargate SG-1 (Delos Books), un libro-guida alla serie che contiene la guida completa agli episodi di tutte le stagioni concluse di SG-1 e di Stargate Atlantis. Il libro è apparso nella collana I Telenauti di cui Angelica Tintori è curatrice.
Nel 2006 sempre nella collana I Telenauti, ha pubblicato il saggio CSI: Crime Scene Investigation, dedicato alla serie televisiva CSI: Crime Scene Investigation e ai suoi spin-off CSI: Miami e CSI: New York.
Collabora con il mensile Series e con altre riviste.
| Controllo di autorità | VIAF (EN) 76092354 · ISNI (EN) 0000 0000 4756 8948 · SBN RAVV221229 · LCCN (EN) no2007047621 · GND (DE) 143666029 |